# Centralny Zarząd Kopalnictwa Rud Żelaza

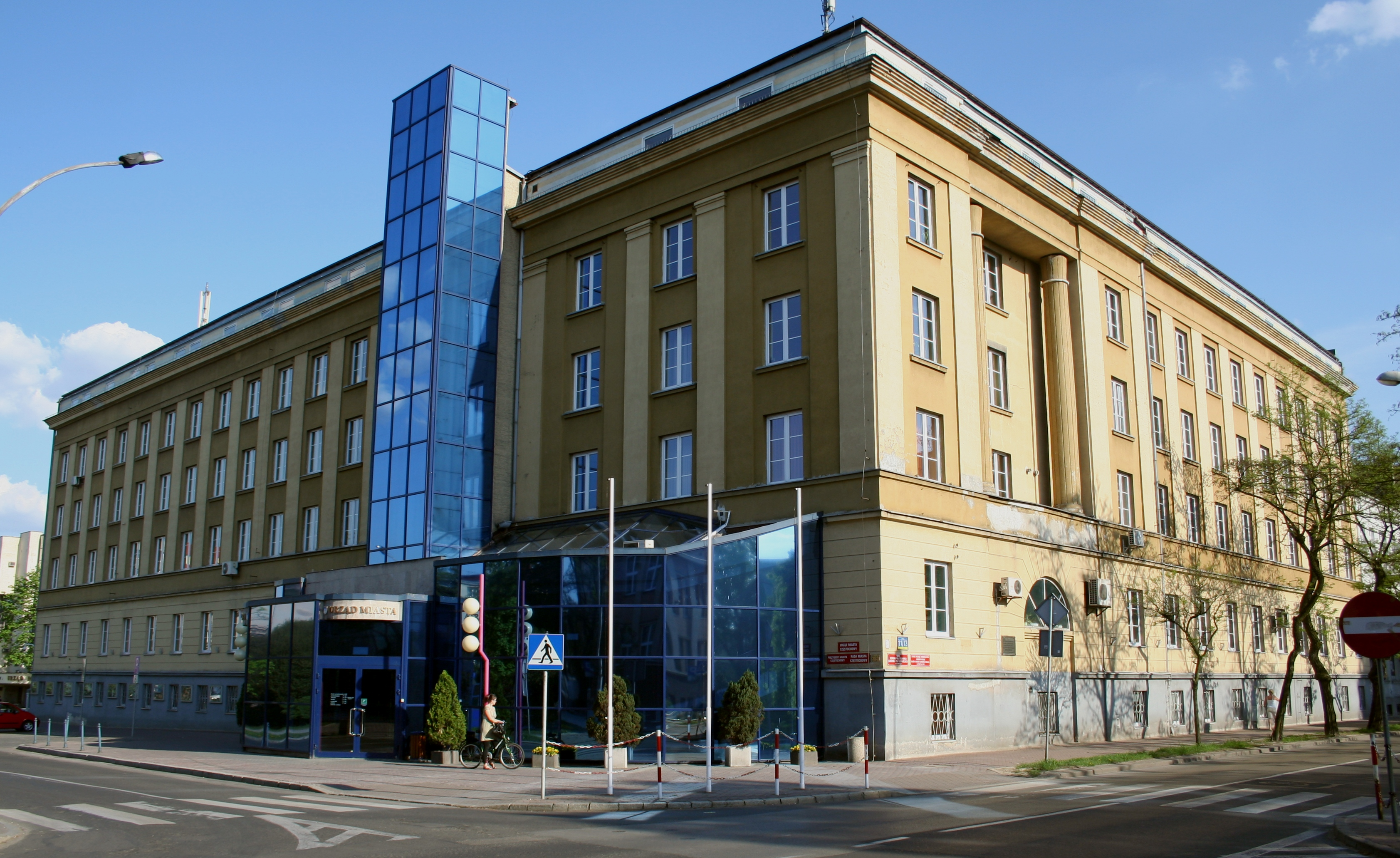
Dawny budynek Zjednoczenia Górnictwa Rud Żelaza, obecnie Urząd Miasta w Częstochowie

Centralny Zarząd Kopalnictwa Rud Żelaza – powołana w 1951 centralna struktura zrzeszająca przedsiębiorstwa produkcyjne - wydobywcze i usługowe, związane z geologią, projektowaniem i budową kopalń rud żelaza, a także organizujące wydobycie rud żelaza w Polsce. Jego siedzibą była Częstochowa, w okolicach której zalegały największe wówczas złoża rud żelaza. Zarząd mieścił się w budynku przy ul. Śląskiej 11-13.

## Historia
w 1948 zarządzeniem Ministra Przemysłu i Handlu utworzone zostało w Częstochowie przedsiębiorstwo Zjednoczone Kopalnie Rudy Żelaznej i Topników, którego celem było m.in. nadzorowanie kopalń rud żelaza na terenie całego kraju. 11 stycznia 1951 utworzony został Centralny Zarząd Kopalnictwa Rud Żelaza w Częstochowie, który w 1958 przekształcony w zjednoczenie (branżowe).